# 千葉県第14区
千葉県第14区（ちばけんだい14く）は、日本の衆議院議員総選挙における選挙区。2022年（令和4年）公職選挙法改正による区割りの変更で新設。

## 区域
2022年（令和4年）公職選挙法改正以降の区域は以下のとおりである。本選挙区の設置前は習志野市が2区、船橋市の部分が4区と13区だった。
- 船橋市
  - 二宮・芝山・高根台・習志野台・豊富・二和の各出張所管内
- 習志野市

## 歴史
2022年に区割りの改正がされた際の新設区である。2024年に第50回衆議院議員総選挙で初めて実施された。
2024年の第50回衆議院議員総選挙では、高い知名度と4区時代から船橋に強固な地盤を持つ立憲民主党代表の野田佳彦が大差で勝利。

## 小選挙区選出議員
| 選挙名                 | 年     | 当選者   | 党派       |
| ---------------------- | ------ | -------- | ---------- |
| 第50回衆議院議員総選挙 | 2024年 | 野田佳彦 | 立憲民主党 |

## 選挙結果
時の内閣：第1次石破内閣 解散日：2024年10月9日 公示日：2024年10月15日
当日有権者数：41万2495人 最終投票率：54.58% （全国投票率：53.85%（2.08%））
| 当落 | 候補者名             | 年齢 | 所属党派     | 新旧 | 得票数    | 得票率 | 惜敗率 | 推薦・支持 | 重複 |
| ---- | -------------------- | ---- | ------------ | ---- | --------- | ------ | ------ | ---------- | ---- |
| 当   | 野田佳彦             | 67   | 立憲民主党   | 前   | 145,821票 | 66.40% | ――     |            |      |
|      | 高橋恭介             | 50   | 自由民主党   | 新   | 51,723票  | 23.55% | 35.47% | 公明党推薦 | ○    |
|      | 坂井洋介             | 45   | 日本共産党   | 新   | 11,505票  | 5.24%  | 7.89%  |            |      |
|      | ミサオ・レッドウルフ | 59   | れいわ新選組 | 新   | 10,547票  | 4.80%  | 7.23%  |            | ○    |